# Định lý Lester

Định lý Lester

Trong hình học Euclid, định lý Lester đặt theo tên của giáo sư nữ June Lester, người Canada, định lý này phát biểu rằng: Trong một tam giác không phải là tam giác cân, thì hai điểm Fermat, tâm đường tròn chín điểm, tâm đường tròn ngoại tiếp nằm trên đường tròn, được gọi là đường tròn Lester. Tâm đường tròn Lester được đánh số là {\displaystyle X_{1116}} trong bách khoa toàn thư về các tâm của tam giác. Gần đây Peter Moses mới tìm ra 21 tâm tam giác khác nằm trên đường tròn Lester, các điểm được đánh số trong từ điển Tâm tam giác được đánh số từ X(15535)-X(15555) 

## Chứng minh
Có rất nhiều chứng minh cho định lý Lester. Sau đây là hai chứng minh sử dụng tính chất đường hyperbol chữ nhật

Đường tròn Lester như một tính chất của đường hyperbol chữ nhật

### Định lý Lester như một tính chất của đường hyperbol Kiepert
Trong bài báo của Paul Yiu đã đưa ra tổng quát của Bernard Gibert như sau .
Tất cả mọi đường tròn có đường kính là một dây cung của hyperbol Kiepert và vuông góc với đường thẳng Euler đều đi qua hai điểm Fermat.

### Định lý Lester như một tính chất của đường hyperbol chữ nhật
Định lý Lester như một tính chất của đường hyperbol chữ nhật như sau:
Cho hai điểm {\displaystyle H} và {\displaystyle G} nằm trên một nhánh của một hyperbol chữ nhật, và
1-Cho hai điểm {\displaystyle F_{+}} and {\displaystyle F_{-}} đối xứng qua tâm của hyperbol này sao cho tiếp tuyến của hyperbol tại hai điểm đó song song với đường thẳng {\displaystyle HG},
2-Cho hai điểm {\displaystyle K_{+}} and {\displaystyle K_{-}} nằm trên hyperbol sao cho giao điểm của tiếp tuyến của hyperbol là tại điểm {\displaystyle E} nằm trên đường thẳng {\displaystyle HG}.
Nếu như đường thẳng {\displaystyle K_{+}K_{-}} giao với đường thẳng {\displaystyle HG} tại {\displaystyle D}, và trung trực của {\displaystyle DE} giao với hyperbol tại {\displaystyle G_{+}} and {\displaystyle G_{-}}, khi đó sáu điểm {\displaystyle F_{+},F_{-},E,F,G_{+},G_{-}} nằm trên một đường tròn.

## Mở rộng định lý Lester liên quan đến đường cong bậc ba Neuberg

Mở rộng định lý Lester kết hợp với đường cong Neuberg: lie on a circle

Mở rộng định lý Lester được đề xuất bởi Đào Thanh Oai liên quan đến đường cong Đường cong bậc ba Neuberg . Nội dung như sau:
Cho điểm {\displaystyle P} nằm trên đường cong Neuberg, gọi {\displaystyle P_{a},P_{b},P_{c}} lần lượt là ba điểm đối xứng của {\displaystyle P} qua ba cạnh {\displaystyle BC,CA,AB} của tam giác. Khi đó theo tính chất của đường cong Neuberg thì ba đường thẳng {\displaystyle AP_{a},BP_{b},CP_{c}} đồng quy, gọi điểm đồng quy này là {\displaystyle Q(P)}. Giả thuyết đó khẳng định hai điểm Fermat và {\displaystyle P,Q(P)} cùng thuộc một đường tròn. Khi điểm {\displaystyle P} trùng với đường tròn ngoại tiếp tam giác {\displaystyle ABC} thì đường tròn này là đường tròn Lester.